# Shanghairättegångarna
Shanghairättegångarna var internationella rättegångar som genomfördes i Shanghai med början den 16 januari 1946. De allierade segrarmakterna i andra världskriget ställde japanska och tyska medborgare inför rätta för krigsbrott i Asien och Oceanien.